# Macropsis flavomaculatus
Macropsis flavomaculatus är en insektsart som beskrevs av Evans 1941. Macropsis flavomaculatus ingår i släktet Macropsis och familjen dvärgstritar. Inga underarter finns listade i Catalogue of Life.